# Сечовська Полянка
Сечовська Полянка (словац. Sečovská Polianka) — село в Словаччині, Врановському окрузі Пряшівського краю. Розташоване в східній частині Словаччини в куті Східнословацької низовини вимеженому річкою Ондава в долині Цабовського потока.
Уперше згадується у 1272 році.

## Храми
У селі є римо-католицький костел з другої половини 17 століття в стилі бароко розширений у 1762 році та греко-католицька церква святого пророка Іллі з кінця 18 століття в стилі бароко—класицизму розширена у 1936 році, перебудована в 2000 році.

## Населення
| Рік:            | 1994. | 2004.   | 2014.   | 2024.   |
| --------------- | ----- | ------- | ------- | ------- |
| Кількість осіб: | 2560  | 2666    | 2780    | 2619    |
| Різниця:        |       | +4,14 % | +4,27 % | -5,79 % |

| Рік:            | 2023. | 2024.   |
| --------------- | ----- | ------- |
| Кількість осіб: | 2644  | 2619    |
| Різниця:        |       | -0,94 % |

У селі проживає 2740 осіб.
Національний склад населення (за даними останнього перепису населення — 2001 року):
- словаки — 98,68 %,
- цигани — 0,83 %,
- чехи — 0,15 %,
- українці — 0,08 %,
- угорці — 0,04 %.

Склад населення за приналежністю до релігії станом на 2001 рік:
- римо-католики — 65,56 %,
- греко-католики — 32,21 %,
- протестанти — 0,53 %,
- православні — 0,04 %,
- не вважають себе вірянами або не належать до жодної вищезгаданої конфесії — 1,36 %.

## Географія
Протікає Цабовський потік.